# Frank Vandenbroucke (politico)
Frank Ignace Georgette Vandenbroucke (Lovanio, 21 ottobre 1955) è un politico e docente belga, membro di Vooruit.
Già vice primo ministro e ministro federale degli affari esteri dal 1994 al 1995 nel Governo Dehaene I, dal 2011 è professore alla KU Leuven, all'Università di Anversa e all'Università di Amsterdam.
Il 23 settembre 2011, ha annunciato il suo ritiro dalla vita politica attiva.

## Biografia

### Formazione
Proveniente da una famiglia di medici, il padre Jozuë Vandenbroucke (1914-1987) fu uno dei leader che discussero negli anni 60 per la scissione dell'Università di Lovanio. Frank Vandenbroucke dopo aver militato in gioventù nella Lega Rivoluzionaria dei Lavoratori, la sezione belga della quarta internazionale trotskista ha studiato dopo il normale percorso scolastico economia presso la Katholieke Universiteit Leuven dove si è laureato nel 1978. Durante i suoi studi nel 1974 fu uno degli organizzatori di corsi sulla teoria economica marxista. Durante i suoi studi, ha iniziato la sua attività politica come membro del consiglio comunale di Scherpenheuvel-Zichem. Dopo aver completato i suoi studi, è stato assistente di ricerca presso il Centro per gli studi economici della K.U. Leuven tra il 1978 e il 1980. Dopo uno studio post laurea in economia all'Università di Cambridge dal 1980 al 1982, è stato fino al 1985 membro dell'organizzazione studentesca del Partito Socialista.

### Carriera politica
Nel 1985 viene eletto per la prima volta alla Camera dei rappresentanti e appartiene a questa camera fino al 1996 come rappresentante del SP. Durante questo periodo è stato anche il successore di Karel Van Miert dal 1989 al 1994 alla presidenza del Partito Socialista Differente. Il successore come presidente del partito fu il precedente ministro degli Interni Louis Tobback.
Il 23 gennaio 1994, è nominato dal Primo ministro Jean-Luc Dehaene Vice Primo Ministro e Ministro degli Esteri nel suo governo. Mantiene queste due funzioni fino al 22 marzo 1995, quando si dimette per l'affare Agusta, avendo ammesso di aver scoperto nel 1991 una somma di denaro nero di sei milioni di franchi belgi nei conti del suo partito, di cui era allora presidente. Questo denaro era su un conto della banca svizzera CODEP. Aveva quindi deciso di chiedere a Étienne Mangé di bruciare le banconote, tuttavia, non ci sono prove che lo abbia fatto e non venne condannato per questo. Dopo aver lasciato il governo, è stato fino al 1996 presidente del gruppo del Partito Socialista alla Camera dei rappresentanti.
Tra il 1996 e il 1999 ha completato altri studi presso la Facoltà di studi sociali dell'Università di Oxford.

### Ritorno in politica e dimissioni da senatore

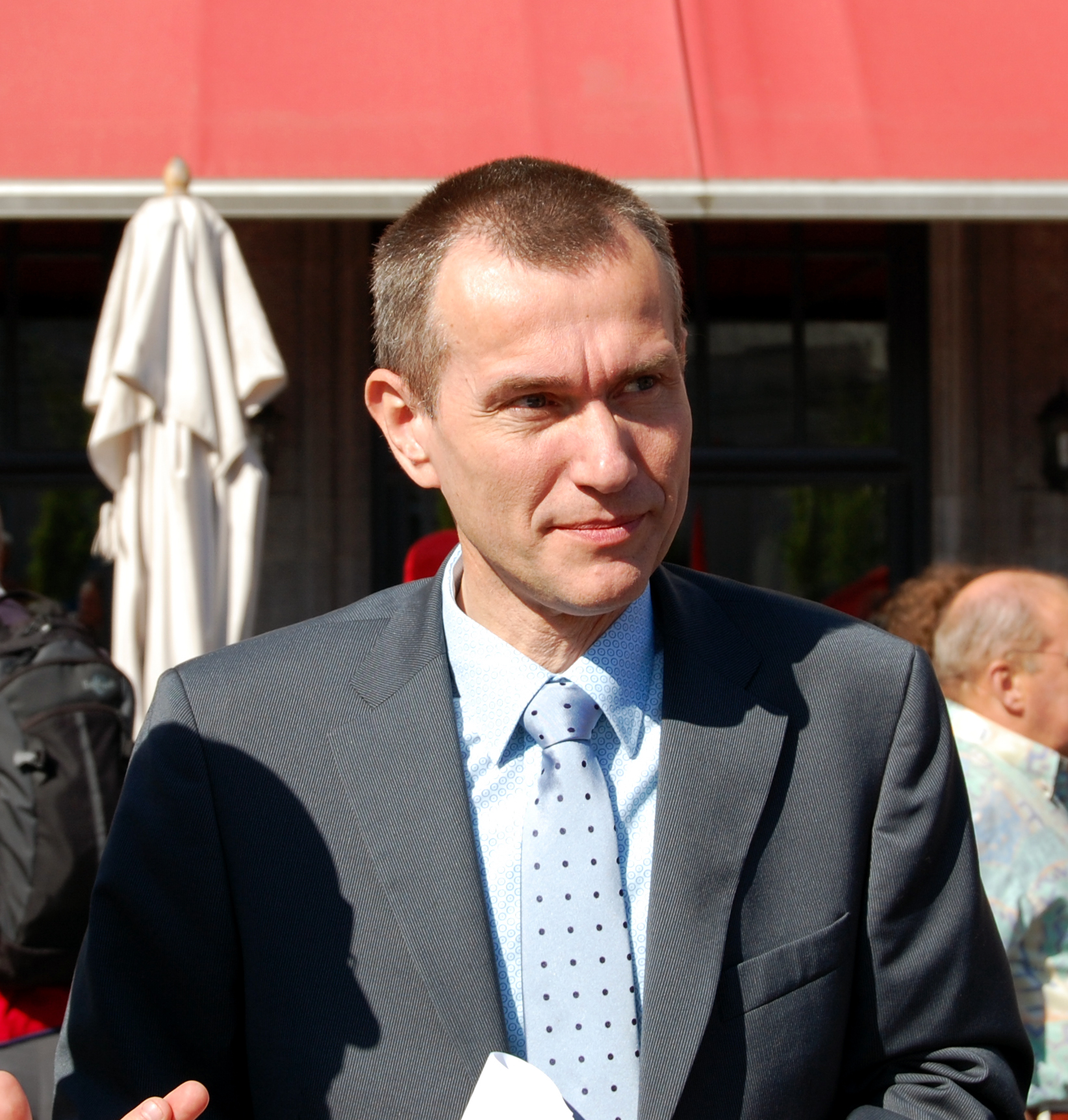
Franck Vandenbroucke nel 2007

Al suo ritorno in politica, il 12 luglio 1999, è stato nominato dal Primo Ministro Guy Verhofstadt Ministro degli affari sociali e delle pensioni nel suo primo governo. Nel secondo governo di Verhofstadt è stato tra il 12 luglio 2003 e il 18 luglio 2004, Ministro del lavoro e delle pensioni.
Dopo aver lasciato il governo federale belga, è stato nominato ministro del lavoro, dell'istruzione e dell'educazione dal ministro presidente fiammingo, Yves Leterme, nel governo regionale fiammingo. Ha fatto parte di questo governo tra il 2004 e il 2009 sotto il successore di Leterme Kris Peeters, temporaneamente come vice ministro presidente. È stato anche membro del Parlamento fiammingo dal 2009 al 6 luglio 2010.
Per i suoi meriti politici, Frank Vandenbroucke è stato insignito del titolo onorifico di Ministro di Stato il 30 novembre 2009 insieme a Jos Chabert e Armand De Decker.
Nelle elezioni parlamentari del 13 giugno 2010, è stato eletto membro del Senato.
Ha rassegnato le dimissioni da senatore il 1º ottobre 2011. Ha anche rassegnato le dimissioni da consigliere comunale di Scherpenheuvel-Zichem, in carica dal 1989 al 1996 e dal 2001 al 2011. Ha voluto dedicarsi di più alla ricerca scientifica sulle politiche sociali e occupazionali.

### Docente universitario dal 2011

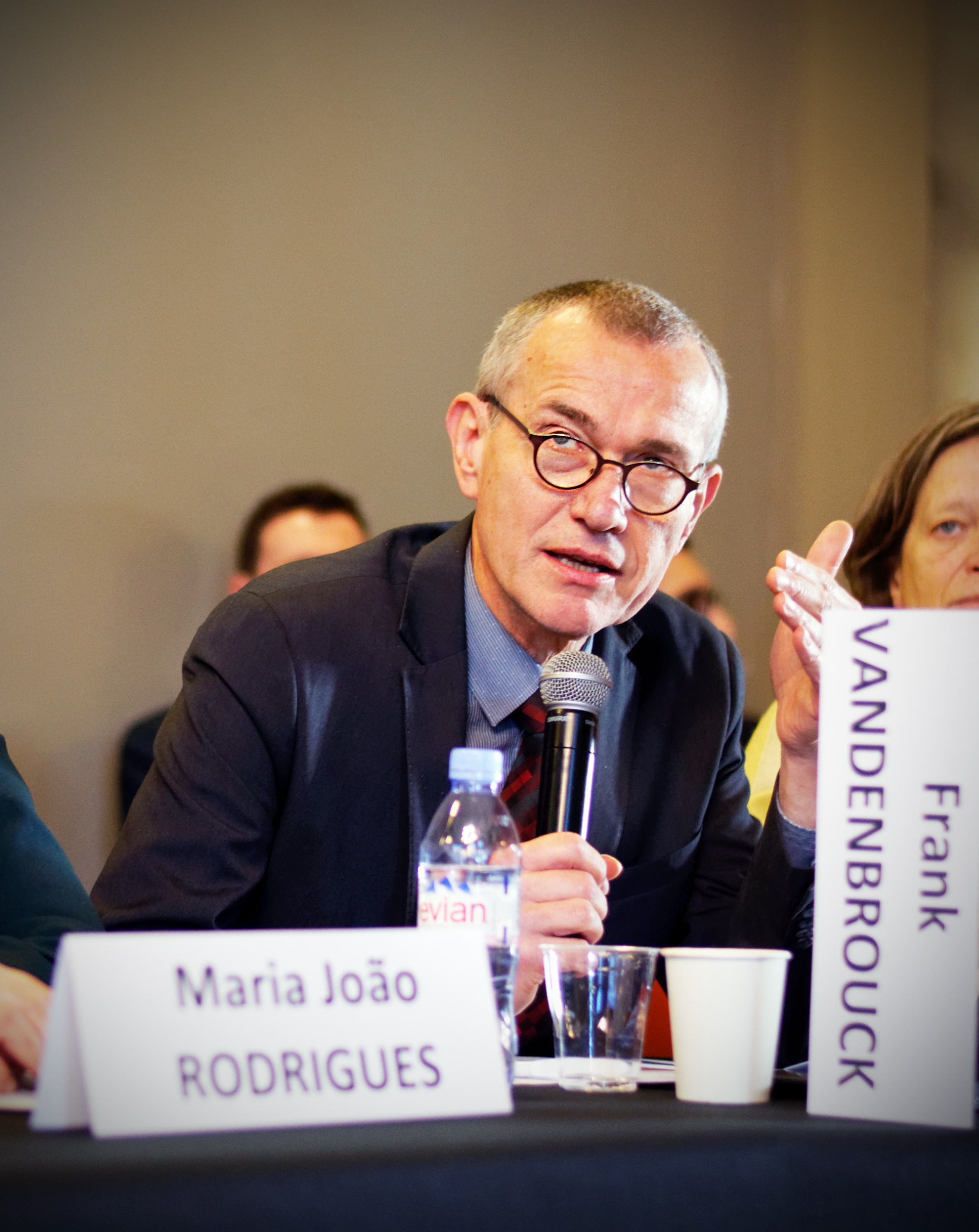
Frank Vandenbroucke al Comitato direttivo europeo dell'Istituto Jacques Delors - Parigi, 9 dicembre 2017

Alla fine del 2011, Vandenbroucke è stato nominato professore alla Katholieke Universiteit Leuven. La sua ricerca si concentra sugli sviluppi sociali negli Stati membri dell'Unione europea. All'Università di Anversa, è stato il primo a detenere la cattedra Herman Deleeck presso il Centro per la politica sociale nel 2012. Dal 1º maggio 2011, è professore ordinario presso la cattedra Joop den Uyl della Facoltà di scienze sociali e comportamentali dell'Università di Amsterdam (AVU), per la quale ha tenuto la sua conferenza il 7 giugno 2012. Nel 2015 è diventato professore presso questa università, dove si concentrerà sulla promozione della ricerca e sul dibattito sul significato sociale dell'Unione europea. Combina questa funzione con la sua cattedra all'Università di Anversa ed è anche affiliato con la KU Leuven. È stato uno dei dodici esperti della Commissione per la riforma delle pensioni 2020-2040. Il governo Michel I ha elaborato la riforma delle pensioni sulla base della sua relazione finale. Da allora il comitato è stato sostituito dal Consiglio accademico delle pensioni sotto la sua direzione.

## Onorificenze

### Onorificenze belghe
- Ministro di Stato: da decreto reale 6 giugno 2009